# Benito Jerónimo Feijoo
Benito Jerónimo Feijoo y Montenegro (Casdemiro, Pereiro de Aguiar, Orense, 8 de octubre de 1676-Oviedo, 27 de septiembre de 1764) fue un religioso benedictino, ensayista y polígrafo español. Junto con el valenciano Gregorio Mayans constituye la figura más destacada de la primera Ilustración española. Es autor del discurso Defensa de mujeres (1726), considerado el primer tratado del feminismo español. Acosado por la Inquisición, fue protegido por los Borbones y en especial por Fernando VI.

## Biografía

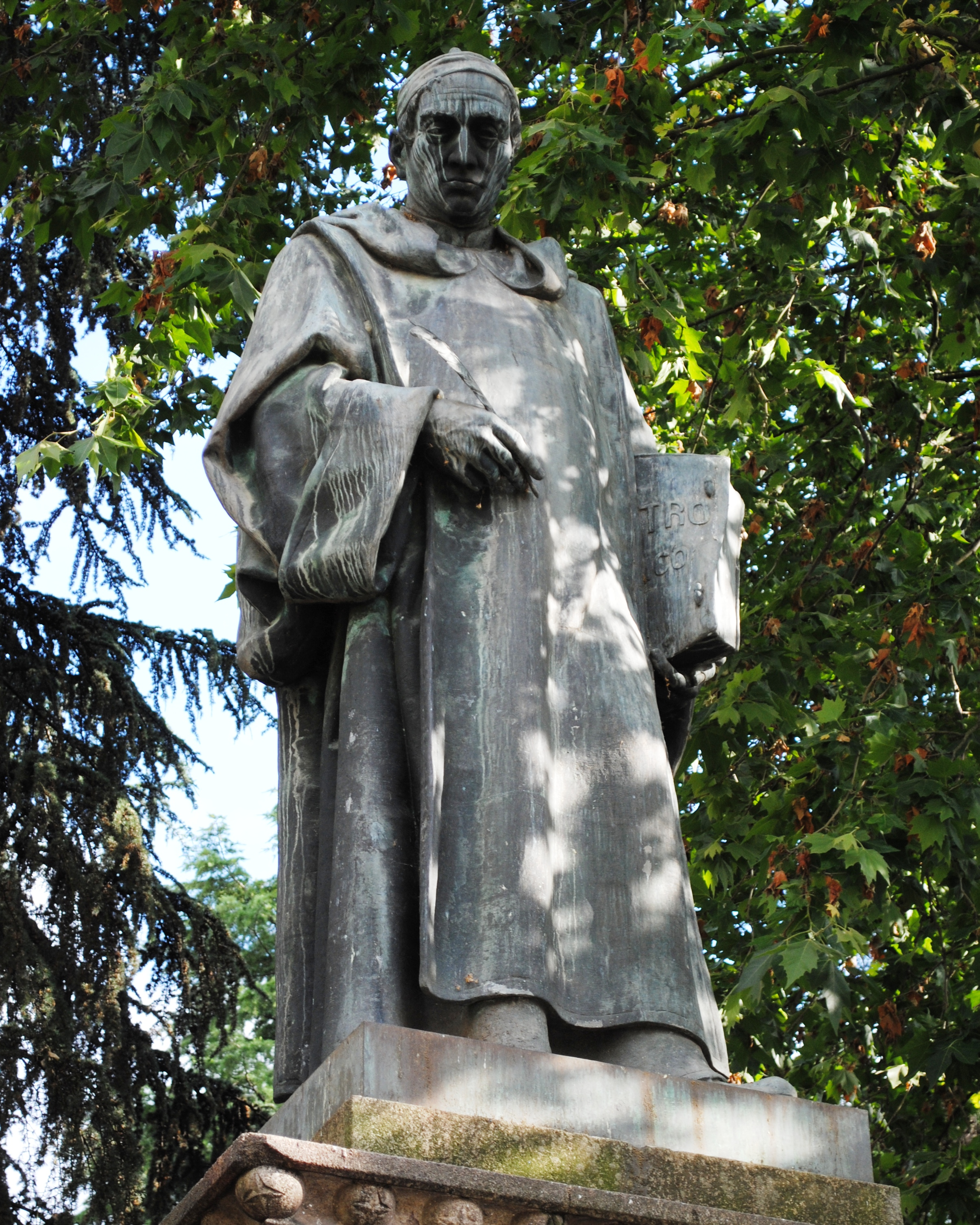
Estatua de Benito Jerónimo Feijoo en Orense, España.

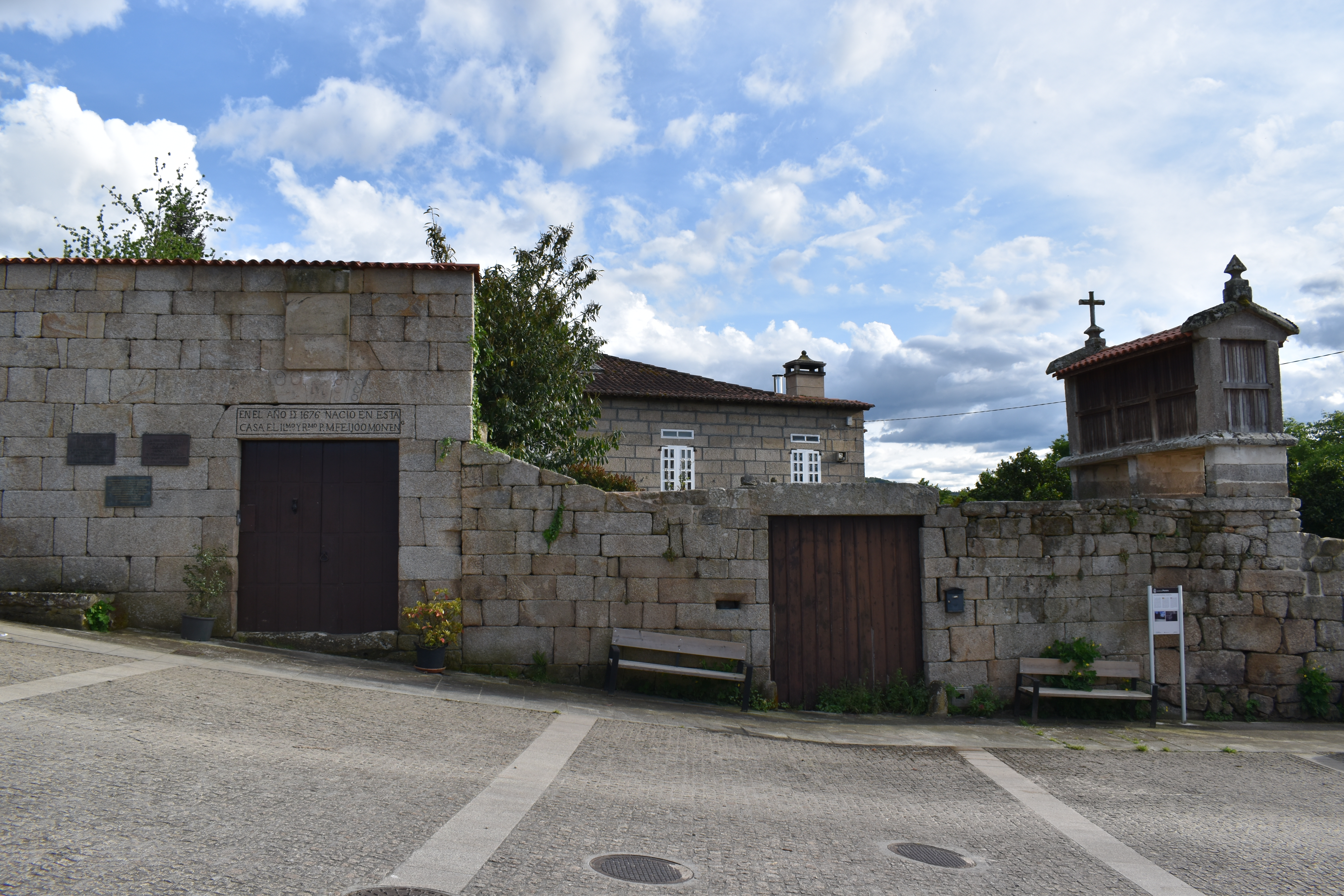
Casa natal en Casdemiro.

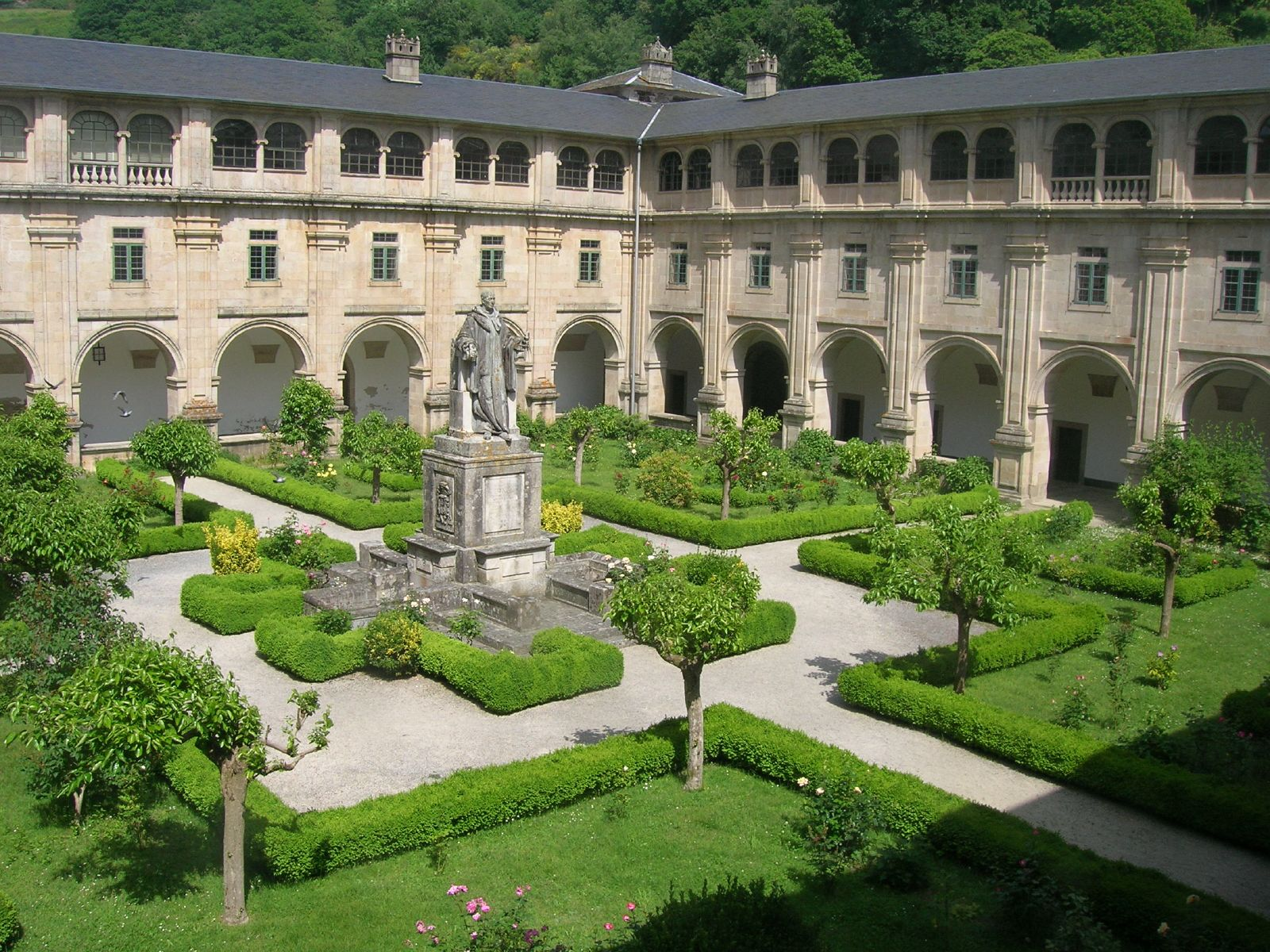
El Claustro Grande, o de Feijoo, en Samos.

Conocemos bien la vida de Feijoo gracias a suficientes testimonios de coetáneos suyos, como los benedictinos fray Benito de Uría y fray Eladio Novoa, y Alonso Francos Arango, rector de la universidad de Oviedo, quienes predicaron en las solemnes exequias del 27 de noviembre de 1764. También Pedro Rodríguez de Campomanes, el decidido defensor y editor del benedictino, nos legó testimonios biográficos de él. Y hasta el propio Feijoo se refirió en ocasiones a su propia vida: a principios de 1733, a petición de Mayans, trazó una brevísima autobiografía atendiendo la demanda del barón de Schönberg (Dresde); nos lo cuenta fray Marcos Martínez, benedictino de San Vicente de Oviedo, aprobante del Teatro crítico, Tomo V:

Una cosa por mui singular no puedo omitir, y es el que el docto Barón de Schomberg desde Dresda, Capital de Saxonia, donde reside, y de donde es natural, poco ha escribió a un corresponsal literario suyo Español pidiéndole exactas y individuales noticias de todo lo que pertenece a nuestro Autor, inquiriendo con especificación su patria, los nombres de sus padres, el año de su nacimiento, el que tomó el Santo Hábito, todos sus progressos en los estudios, los puestos y honores logrados en su Religión, los años en que se imprimieron y reimprimieron todas sus obras, etc. [...] 

Benito Feijoo, primero de diez hermanos, nació en el pazo familiar de Casdemiro, lugar de la orensana parroquia de Santa María de Melias en la ribera del río Miño, muy cerca de la provincia de Lugo. Su vida discurrirá en cinco reinados, desde el decadente de Carlos II al de los primeros Borbones.
Corre el año 1676 en una España agotada, que desde 1618 a 1714 vive una guerra permanente. Una grave decadencia incide en todos los aspectos de la vida: crisis demográfica, económica, política y social. La sociedad, exhausta, se estructura en dos estamentos principales, nobleza y clero,  junto a una masa popular crecientemente empobrecida. Hace apenas un año que finalizó la regencia de Mariana de Austria por mayoría de edad de Carlos II, último monarca de la Casa de Habsburgo. En literatura se asiste al fin del Siglo de Oro con Calderón de la Barca, que fallecerá en 1681. La Inquisición ha perdido fuerza pero todavía ejerce de censora de publicaciones «heréticas». Mientras tanto en Europa, que no es ajena a la crisis, se está afianzando el poder francés bajo el reinado de Luis XIV.
La familia de Benito era hidalga del muy antiguo linaje de los Feijoo, perteneciente a la casa noble del Codesal. Sus padres, Antonio Feijoo Montenegro y Sanjurjo y María de Puga Sandoval Novoa y Feijoo, eran personas interesadas por las letras, poseedores de una buena biblioteca y amantes de las tertulias. De su padre sabemos que tenía gran talento y prodigiosa memoria: «aprendía en una hora trescientos versos de Virgilio, y lo que es más los retenía. Componía también con gran facilidad y elegancia versos castellanos, tanto serios como festivos». Era además un gran conversador muy ocurrente («tenía sazonadísimos dichos»). Por el contrario, de su madre apenas sabemos nada; únicamente que murió joven, al poco de su último parto (1686).
Las primeras letras las hizo en Allariz, mientras que sus primeros estudios regulares, de Gramática y Filosofía, los desarrolló en el benedictino monasterio de San Esteban,  en el municipio de Nogueira de Ramuín de la Ribeira Sacra, a orillas del Sil.
Si bien el primogénito debía perpetuar el linaje y vivir de las rentas producidas por su patrimonio, sus padres, afines a la cultura y el estudio decidieron  dejar que su hijo mayor desarrollara sus cualidades e inquietudes naturales. De esa manera, en 1690, Benito ingresó con catorce años en el monasterio de San Julián en Samos, provincia de Lugo, importante parada del Camino de Santiago. A la sazón, era abad fray Anselmo de la Peña, orensano como Feijoo, quien llegó a ser general  de su congregación en España, y arzobispo de Otranto (Reino de Nápoles). Según los estatutos de la Orden Benedictina, Benito pertenecerá al monasterio de Samos toda su vida.
Tras dos años de noviciado profesa como benedictino en 1692 y hace voto de pobreza renunciando a sus bienes y derechos como miembro de su casa familiar.
Siguen años de formación: tres cursos de Artes en el colegio de San Salvador de Lérez (Pontevedra); tres de Teología en el de San Vicente de Salamanca (1695-1698), y tres de pasantía (1698-1701) en el cenobio de San Pedro de Eslonza en Santa Olaja de Eslonza (León).
Entre 1702 y 1708 ejerce ya de pasante y profesor de Artes en San Salvador de Lérez, y maestro de Teología (1708-1709) en el monasterio de San Juan de Poyo .
En 1709 es destinado a Oviedo al colegio de San Vicente como maestro de estudiantes y opositor a cátedras, ciudad en la que se siente con más libertad de pensamiento que en la Corte, y que será su residencia definitiva hasta su fallecimiento cincuenta y cuatro años más tarde. En su universidad ganó por oposición las cátedras de Santo Tomás (1710), Sagrada Escritura (1721), Vísperas de Teología (1724) y, ya oficialmente jubilado (6 de marzo de 1734) pero con permiso especial, la de Prima, la más prestigiosa en el escalafón académico, que ejerce desde 1737 hasta 1739.
Entre 1721 y 1741 fue abad en tres ocasiones. Feijoo no se sentía cómodo ejerciendo cargos; en 1725 rechaza los de abad de San Julián de Samos y San Martín de Madrid, un obispado en América (1726) y el nombramiento de General de la Orden (1737). Sin embargo no pudo impedir ser distinguido con los honores de Maestro General de la Orden por aclamación.
Su vida discurrió consagrada al estudio, a la enseñanza, a la composición y a la defensa de sus obras, que levantaron gran polvareda en cuanto a detractores y seguidores desde que en 1726 salió el primer tomo de su Teatro crítico. Además sostuvo un caudaloso epistolario, bien con otros eruditos y científicos de su propia orden, como fray Martín Sarmiento, bien con sabios y escritores de toda España, Europa y América. 

En su celda de San Vicente, se recibían, a cada correo, cuantos libros se publicaban en España y América, e innumerables manuscritos, literarios o científicos, que sus autores no se decidían a publicar sin el visto bueno de nuestro monje. Y a ellos se sumaba una correspondencia inacabable, que según él, le robaba por lo menos, dos días a la semana. Casi todas eran consultas sobre temas teológicos, sobre supersticiones o milagros, o sobre enfermedades y sus remedios. Era Feijoo, en suma, desde su provinciano retiro, como un oráculo universal, resolvedor de dudas, proveedor de datos, enderezador de opiniones torcidas, verdadero mentor de la humanidad hispánica de su tiempo.
Consideraciones sobre Feijoo (1954)
Gregorio Marañón 

Según sus biógrafos coetáneos, Feijoo era «ameno y cortesano en su trato como lo es comúnmente el de estos monjes escogidos por su corto número de familias honradas y decentes, salado en la conversación, como lo acredita su afición a la poesía, sin salir de la decencia. Esto le hacía agradable a la sociedad, además de lo apacible de su aspecto. Su estatura alta y bien dispuesta y de una facilidad de explicarse de palabra con la propiedad misma que por escrito. La viveza de sus ojos era un índice de la de su alma».
Se jubiló definitivamente en 1739 por enfermedad, si bien seguía vinculado con la universidad.
En 1748 es nombrado consejero real por Fernando VI:

La aprobación y aplauso que han merecido á propios y extraños, en la república literaria, las útiles y eruditas obras de vos, el maestro Fray Benito Feijoo, digno hijo de la religión benedictina, mueven mi real ánimo a hacer manifiesta mi gratitud á tan provechosos trabajos, y á que sea notorio el deseo que me asiste de que continúen con igual acierto, para mayor lustre de mis vasallos. Por tanto he tenido á bien, cnociéndoos acreedor al señalado título de mi Consejo, condecoraros con él, como mis gloriosos predecesores lo dispensaron á los obispos de estos reinos.
Obras escogidas, 1863 

Carlos III le regaló un ejemplar de Las antigüedades de Herculano en prenda de su estima. La Real Sociedad Económica de Sevilla lo incluyó entre sus socios numerarios. El papa Benedicto XIV y el cardenal Quirini hicieron de él grandes elogios y fue por muchos escritores y sabios respetado y agasajado.
Los últimos años de su vida se agravaron sus padecimientos, sordera y una extrema debilidad en las piernas que obligaba a llevarlo a los oficios del coro en silla de ruedas. Conocemos la evolución de la crisis final de la salud de Feijoo en 1764 gracias a un documento anónimo impreso en Salamanca en 1765, hallado por Marañón:

Estaba su Rvdma. a la mesa, a la hora del mediodía [el 25 de marzo de 1764], cuando, de repente, se halló con la novedad (sin otra cosa perceptible por entonces) de que no podía hablar ni explicarse sino confusamente y con gran trabajo. Aquella expresión limpia, fácil, expedita y aun veloz de que le había dotado el autor de la Naturaleza para expresar sus bellos conceptos, se vio en aquella hora casi muerta: pues desde entonces no pudo su Rvdma. hablar sino confusamente y usando con estudio de voces monosílabas, como sí, no, u otras de suave y fácil pronunciación […] pasó el trance gravísimo y pudo subsistir algún tiempo, levantándose, e incluso paseando y asistiendo a los oficios divinos desde la tribuna de la iglesia, gracias a un carretón en el que, manos férvidas, le conducían.

En ese estado fue transcurriendo el verano de 1764, hasta que el 26 de septiembre le sobrevino la crisis definitiva:

[Le sobrevino] un decaimiento muy particular y mayor que en los días precedentes, acompañado de angustia y trabajo en la respiración.

A partir de ese momento se precipitó el desenlace en el colegio de San Vicente. En palabras de Marañón: «Se avisó a la comunidad y al confesor. Los amagos de vómito impidieron el viático. A mediodía le suministraron la extremaunción y murió tranquilamente a las cuatro y veinte minutos de aquella misma tarde».
Sus restos reposan en la iglesia de Santa María la Real de la Corte.

## La obra de Feijoo

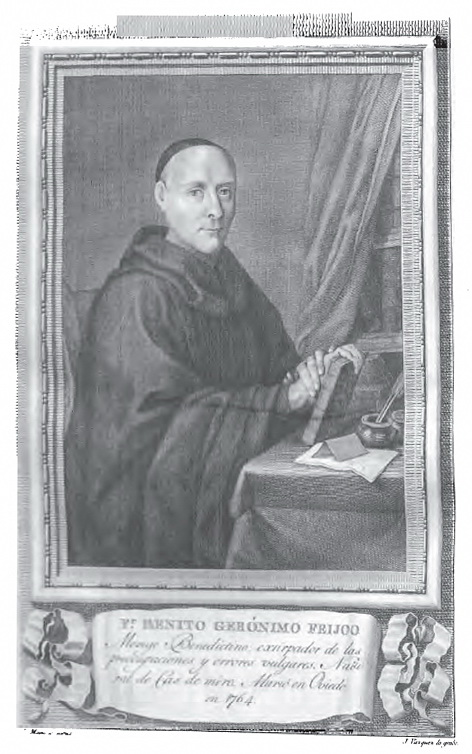
Fr. BENITO GERÓNIMO FEIJOO.
Monje Benedictino extirpador de las preocupaciones y errores vulgares. Natural de Casdemiro. Murió en Oviedo en 1764. Grabado de José Vázquez por dibujo de José Maea para los Retratos de españoles Ilustres, 1791.

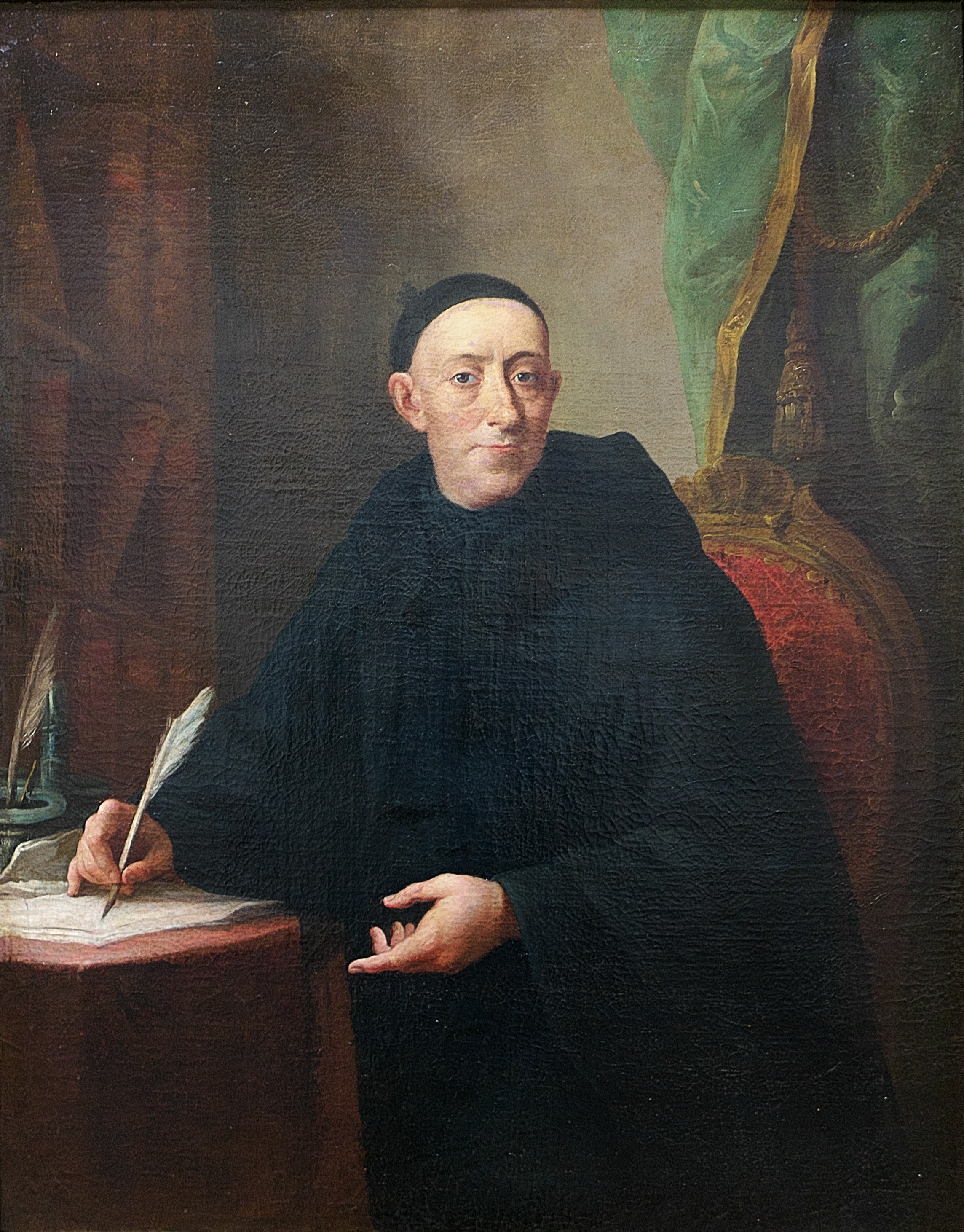
Retrato de Feijoo (ca. 1780-90) por Mariano Salvador Maella. Museo de Bellas Artes de Asturias.

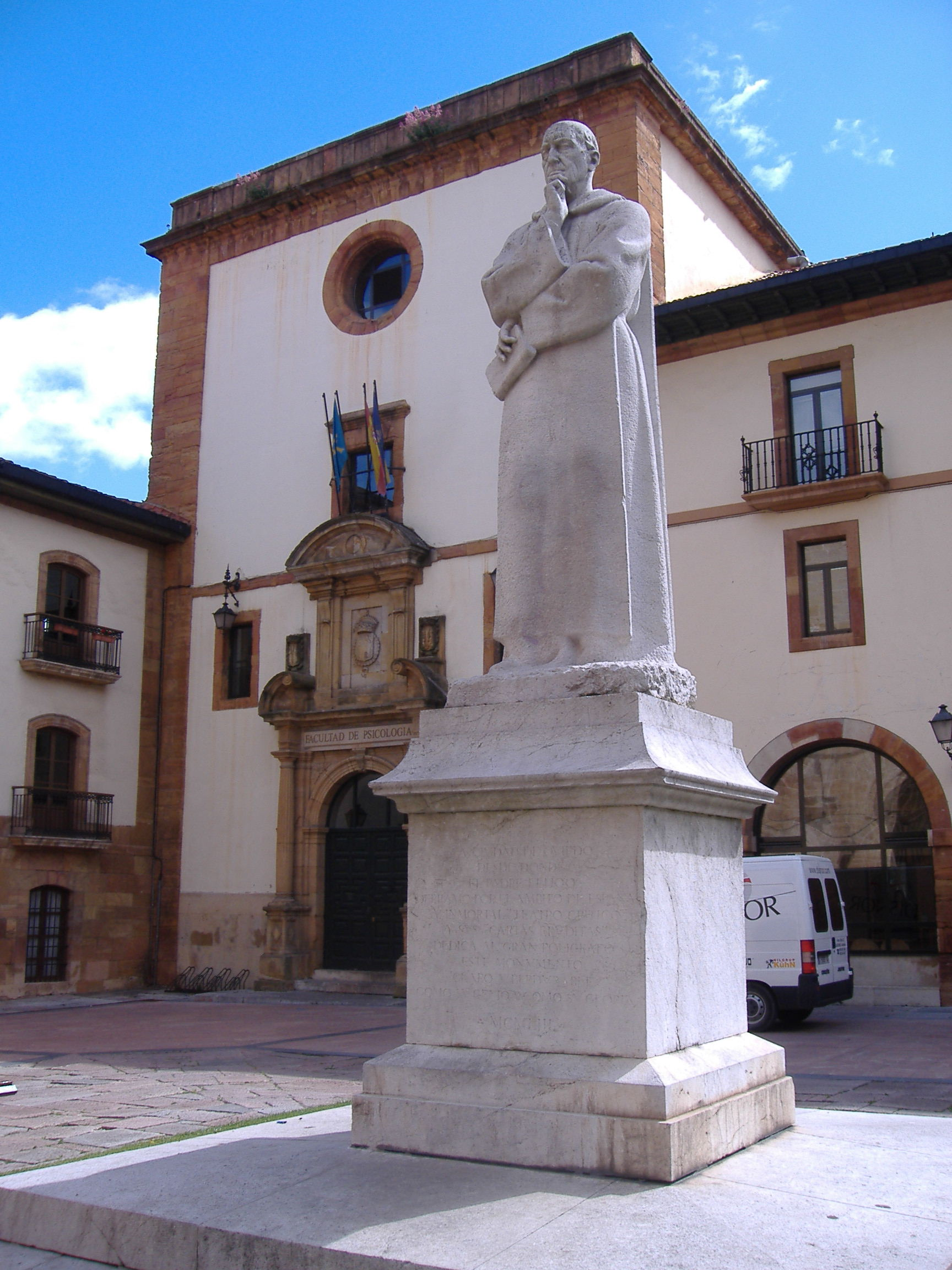
Monumento a Feijoo junto a su antigua residencia del convento de San Vicente en Oviedo

En la España oscurantista del momento, cuajada de supersticiones y prejuicios, Benito Feijoo acomete la empresa de valorar la realidad por sí mismo, pasando por encima de opiniones comúnmente aceptadas sin más o sometidas al principio de autoridad, el «magister dixit». Para ello cuenta con una predisposición que es innata en él:

«Siendo yo muchacho todos decían que era peligrosísimo tomar otro cualquier alimento poco después del chocolate. Mi entendimiento, por cierta razón que yo entonces acaso no podría explicar muy bien, me disuadía tan fuertemente de esta vulgar aprensión, que me resolví a hacer la experiencia, en que supongo tuvo la golosina pueril tanta o mayor parte que la curiosidad. Inmediatamente después del chocolate comí una buena porción de torreznos y me hallé lindamente, así aquel día como mucho tiempo después; conque me reía a mi salvo de los que estaban ocupados de aquel miedo. Asimismo, reinaba la persuasión de que uno que se purgaba ponía a riesgo notorio, unos decían la vida, otros el juicio, si se entregase al sueño antes de empezar a obrar la purga. Yo me dejé dormir lindamente en ocasión que había tomado una purga, sin padecer por ello la menor inmutación.»
B. J. Feijoo 

Hasta 1725, Feijoo no comenzó a publicar sus obras, casi todas ellas colecciones de opúsculos polémicos que llamó discursos (de discurrir, esto es, disertar libremente), verdaderos ensayos si la libertad de su pensamiento hubiera sido absoluta. Su obra en este género está integrada, por una parte, por los ocho volúmenes (118 discursos), más uno adicional (suplemento) de su Teatro crítico universal, publicados entre 1726 y 1740 (el título teatro ha de entenderse con la acepción, hoy olvidada, de «panorama» o visión general de conjunto), y, por otra, por los cinco de las Cartas eruditas y curiosas (166 ensayos, más cortos), publicadas entre 1742 y 1760. A estas obras hay que agregar también un tomo extra de Adiciones que salió a luz en 1783 y su copiosa correspondencia privada, que continúa inédita hasta el día de hoy. 
Los temas sobre los que versan estas disertaciones son muy diversos, pero todos se hallan presididos por el vigoroso afán patriótico de acabar con toda superstición y su empeño en divulgar toda suerte de novedades científicas para erradicar lo que él llamaba «errores comunes», lo que hizo con toda dureza y determinación, como Christian Thomasius en Alemania, o Thomas Browne en Inglaterra:

«Error, como aquí le tomo, no significa otra cosa que una opinión que tengo por falsa, prescindiendo de si la juzgo o no probable. Ni debajo del nombre de errores comunes quiero significar que los que impugno sean trascendentes a todos los hombres; bástame para darles ese nombre que estén admitidos en el común del Vulgo o tengan entre los Literatos más que ordinario séquito. Esto se debe entender con la reserva de no introducirme jamás a juez en aquellas cuestiones que se ventilan entre varias escuelas [...] Para escribir en el idioma nativo no se ha menester más razón que no tener alguna para hacer lo contrario. No niego que hay verdades que deben ocultarse al vulgo, cuya flaqueza más peligra tal vez en la noticia que en la ignorancia; pero ésas ni en latín deben salir al público, pues harto vulgo hay entre los que entienden este idioma y fácilmente pasan de estos a los que no saben más que el castellano. [...] Aunque mi intento solo es proponer la verdad, posible es que en algunos asuntos me falte penetración para conocerla y en los más fuerza para persuadirla. Lo que puedo asegurarte es que nada escribo que no sea conforme a lo que siento. Proponer y probar opiniones singulares sólo por ostentar ingenio téngolo por prurito pueril y falsedad indigna de todo hombre de bien. En una conversación se puede tolerar por pasatiempo; en un escrito es engañar al público. La grandeza del discurso está en penetrar y persuadir las verdades; la habilidad más baja del ingenio es enredar a otros con sofisterías.»
Feijoo, «Prólogo» al Teatro crítico universal, vol. I

Señala el primero de esos «errores comunes» de los que «nacen infinitos», la «Voz del Pueblo»:

«Aquella mal entendida máxima, de que Dios se explica en la voz del pueblo, autorizó la plebe para tiranizar el buen juicio, y erigió en ella una Potestad Tribunicia, capaz de oprimir la nobleza literaria. Este es un error, de donde nacen infinitos: porque asentada la conclusión de que la multitud sea regla de la verdad, todos los desaciertos del vulgo se veneran como inspiraciones del Cielo. Esta consideración me mueve a combatir el primero este error, haciéndome la cuenta de que venzo muchos enemigos en uno solo, o a lo menos de que será más fácil expugnar los demás errores, quitándoles primero el patrocinio, que les da la voz común en la estimación de los hombres menos cautos.»
Feijoo, Teatro crítico universal, vol. I
Tomo primero. Discurso primero 

Feijoo apuntará con sus juicios y observaciones a todos, sin excepciones:

... a los reyes imperialistas y guerreros, a los ricos ociosos, a los jueces y escribanos venales, a los pordioseros de oficio, a los malos sacerdotes, a los que sólo piensan con los refranes, a los nacionalistas intransigentes, a las beatas, a los judíos y también a los que los persiguen sin caridad, inventando crímenes en ellos para luego despojarlos de sus bienes, a los petimetres, a los puristas del lenguaje, a los lógicos de aula que luego no saben razonar en la vida, a los profesores tarados de pedantesco dogmatismo, a los políticos que olvidan las grandes reformas radicales que si no se hacen desde arriba las tienen que hacer los pueblos por sí mismos, y a tantos más entes presuntuosos e ineficaces que pueblan la sociedad.
Gregorio Marañón, 1934

Se considera a Feijoo el introductor del género ensayístico en la literatura española, así como uno de los más famosos miembros (junto con Mayans) de la que es considerada la primera Ilustración Española (desde 1737 hasta poco después de la muerte de Fernando VI), tras una primera etapa de pre-ilustración representada por los novatores: un grupo constituido fundamentalmente por médicos y cuyas obras se reimprimieron sin pausa a lo largo de todo el siglo XVIII.

(...) Lo más destacable de Feijoo es que inicia en España una comunicación intelectual diferente a la que se había utilizado a partir de Trento, superando el autoritarismo. El escritor une en sus escritos una información científica moderna, erudición humanística, genio pedagógico y humor personal. Sus interlocutores no son hombres incultos, sino personas bien informadas que desean leer entre líneas y comprender más allá de lo que dice.
Real Academia de la Historia 

Sometía todos sus juicios a la ortodoxia católica, lo que no le impedía considerarse a sí mismo «ciudadano libre de la república de las letras»:

«Yo, ciudadano libre de la República de las Letras, ni esclavo de Aristóteles ni aliado de sus enemigos, escucharé siempre con preferencia a toda autoridad privada lo que me dictaren la experiencia y la razón.» 

Poseía una incurable curiosidad, a la par que un estilo muy llano y atractivo, libre de los juegos de ingenio y las oscuridades postbarrocas, que abominaba, aunque se le deslizan frecuentemente los galicismos.  
Filosóficamente, se decantó por el empirismo de Francis Bacon y su Novum Organum (1620), su libro de cabecera, y coqueteó con el eclecticismo y el escepticismo, llamándose a sí mismo unas veces "ecléctico" o "escéptico mitigado". Aplica las clásicas cautelas de Bacon contra los «idola» o engaños que estorban la recta interpretación de la experiencia o experimento: 
- modos comunes de pensamiento, Idola tribus, ídolos de la tribu
- modos propios del pensamiento individual, Idola specus, ídolos de la caverna
- modos propios derivados de una dependencia excesiva del lenguaje, Idola fori, ídolos del foro
- modos propios por una dependencia excesiva de la tradición, Idola theatri, ídolos del teatro

Este equipo conceptual se vuelve más complejo al aplicarlo pedagógicamente, porque la experiencia lo exige. Se requiere: 
- de sagacidad, para atinar en la elección y planteamiento del experimento;
- de perspicacia, para captar todas las circunstancias que pueden influir en él;
- de constancia, para realizarlo el número de veces necesario hasta obtener unos resultados válidos;
- de precaución, para desenmascarar cualquier factor aleatorio;
- de raciocinio, para comparar unos experimentos con otros;
- de diligencia, para no concluir superficialmente una afirmación engañosa.

Se mantenía al tanto de todas las novedades europeas en ciencias experimentales y humanas y las divulgaba en sus ensayos, pero rara vez se propuso teorizar reformas concretas en línea con su implícito progresismo. Consultaba preferentemente obras de religión, teología, medicina y ciencias naturales y exactas, que leía en latín, italiano, portugués y francés (no en alemán ni griego ). Entre los autores que más cita, fuera de Francis Bacon, están Isaac Newton, Pierre Gassendi, Emmanuel Maignan, René Descartes, Nicolás Malebranche, Robert Boyle y John Locke. Extraía información y datos del Specula Physico Mathematica, del padre Zahn; los Campos Elíseos, de Reyes; los Entretiens Physiques, de Regnauld; el Miscelaneus, de Marville; la Physica Curiosa, de Schoto; el Journal des Scavants; el Spectator, de Addison; las Mémoires de Trévoux. Y los diccionarios de Pierre Bayle y Louis Moréri.
En cuestión de estética fue singularmente moderno (véase, por ejemplo, su artículo «El nosequé») y adelanta posturas que defenderá el Romanticismo, si bien critica sin piedad las supersticiones que contradicen la razón, la experiencia empírica y la observación rigurosa y documentada.
En los temas relacionadas con las Indias, que aborda en el Teatro crítico en algunas ocasiones, refutó la idea de que los indígenas vivían menos que los habitantes de otros continentes. En otra ocasión quiso desmentir que la inteligencia de los nativos se desarrollase precozmente y desapareciese asimismo muy pronto.
Entre la variedad de temas que Feijoo aborda igualmente se encuentra el papel que la mujer desempeña en la sociedad, con un hito destacado en la historia del feminismo, el discurso «Defensa de las mujeres» publicado en el tomo I del Teatro crítico, considerado el primer tratado feminista español.
Como nota curiosa, cabe decir que en el cuarto tomo de sus Cartas eruditas y curiosas, la vigésima versa sobre el tratado de Augustin Calmet sobre vampiros y en el tomo sexto de Teatro Crítico Universal se hace eco de las noticias de que fue visto un hombre-pez en Martinica en 1671 y de la historia de el hombre pez de Liérganes.
El padre Feijoo publicó asimismo otras obras menores: Apología del escepticismo médico (1725), Satisfacción al Escrupuloso (1727), Respuesta al discurso fisiológico-médico (1727), Ilustración apologética (1729), Suplemento del Teatro crítico (1740) y Justa repulsa de inicuas acusaciones.

### Defensa de las mujeres
La figura de Feijoo es clave en la historia de los derechos de las mujeres en la España del siglo XVIII. El discurso XVI "Defensa de las mujeres", publicado en el primer tomo del Teatro crítico universal de 1726, está considerado como el primer tratado feminista español. Mezcla los criterios de corte racionalista, propios de la primera generación ilustrada a la que pertenece, con otros criterios tradicionales fundamentados en el argumento de autoridad sirviéndose de numerosas referencias eruditas. Cuestiona la opinión común y la misoginia de la época sobre la inferioridad de la mujer, defiende la igualdad intelectual entre hombre y mujer, la dignidad moral de las mujeres y su derecho a acceder al saber científico y a la alta cultura.
El texto comienza con estas palabras:

En grave empeño me pongo. No es ya sólo un vulgo ignorante con quien entro en la contienda: Defender a todas las mujeres, viene a ser lo mismo que ofender a todos los hombres: pues raro hay que no se interese en la precedencia de su sexo con desestimación del otro. A tanto se ha extendido la opinión común en vilipendio de las mujeres que apenas admiten en ellas cosa buena. 

En lo moral las llena de defectos, y en lo físico de imperfecciones. Pero, donde más fuerza hace es en la limitación de los entendimientos. Por esta razón, después de defenderlas con alguna brevedad sobre estos capítulos discurriré más largamente sobre su aptitud para todo género de Ciencias y conocimientos sublimes.

## Discípulos de Feijoo
Siguieron la estela de Feijoo autores como Francisco Santos, quien publicó Bello gusto de la moda en materia de Literatura, o acertada idea del ilustrísimo Feijoo, proseguida en una instrucción universal de varias Cartas curiosas, selectas, críticas y eruditas en todo género de materias, obra muy útil para formar el espíritu de la juventud y librarla de preocupaciones (Barcelona, 1753); menos protegida que la de Feijoo, su obra fue denunciada a la Inquisición. 
Juan Martínez Salafranca, uno de los editores del Diario de los Literatos, publicó unas Memorias eruditas para la crítica de artes y ciencias (1736). 
El jesuita Antonio Codorniú publicó Dolencias de la crítica, que para precaución de la estudiosa juventud expone... y dirige al... P. Feijoo... (1760).
Fray Íñigo Gómez de Barreda, alias Ignacio de la Erbada, fue el responsable de los cuatro volúmenes que ocupa Las fantasmas de Madrid y estafermos de la Corte, obra donde se dan al público los errores y falacias del trato humano para precaución de los incautos. Excitada de algunos discursos del lustre de nuestra España y religión benedictina, el ilustrísimo y reverendísimo Feijoo, sobre algunos errores comunes. Su autor el Desengaño, y le dedica a la Verdad (1761-1763). 
En fecha tan tardía como 1802 aún Antonio Marqués y Espejo publicó un Diccionario feijoniano.

## Visión de la crítica
Feijoo gozó de una enorme popularidad en vida. Recibía una copiosa correspondencia cuyo despacho podía ocuparlo varios días. Le hacían multitud de consultas, incluso sobre cuestiones médicas. El papa Benedicto XIV toma en consideración el Teatro crítico universal  al sentar su reforma de los usos modernos de la música en la liturgia católica con la encíclica Annus qui hunc de 1749. Sus obras principales, el Teatro crítico universal y las Cartas eruditas y curiosas, no sólo fueron probablemente las más impresas y leídas en la España del siglo XVIII, sino que ya en su momento se tradujeron parcialmente al francés, italiano, inglés y alemán. Lafuente estima en unos 420.000 volúmenes el total de sus obras impresas.
A la par que adhesiones sus discursos suscitaron también una auténtica tempestad de rechazos, protestas e impugnaciones, sobre todo entre los frailes tomistas y escolásticos. Las más importantes fueron las de Ignacio de Armesto Ossorio, autor de un Teatro anticrítico (1735) en dos volúmenes, fray Francisco de Soto Marne, que publicó en su contra dos volúmenes de Reflexiones crítico-apologéticas en 1748; Salvador José Mañer, quien publicó un Antiteatro crítico (1729), Narciso Bonamich, en sus Duelos médicos contra el teatro crítico del reverendísimo padre Fray Benito Feijoo... en 1741; Diego de Torres Villarroel y otros muchos. Le defendieron el doctor Martín Martínez y los padres Isla y Martín Sarmiento, así como el mismo rey Fernando VI, quien, por un real decreto de 1750, prohibió que se le atacara.

El proceso más notable de Inquisición que hubo en el reinado de Fernando VI fue el que se formó al sabio benedictino Fr. Benito Gerónimo Feijoo, delatado varias veces y a diferentes tribunales del Santo Oficio por las doctrinas vertidas en su Teatro Crítico y en sus Cartas Eruditas. El más notable, decimos, así por la calidad de la persona y las materias de las delaciones, como por el desenlace satisfactorio para él y para la humanidad que aquellas tuvieron. En efecto, el eruditísimo escritor que tan valerosamente acometió la magna empresa de desterrar la multitud de preocupaciones en que el vulgo yacía sumido a consecuencia de tantos años de fanatismo y de rigor inquisitorial; el que tan docta, pero tan desembozada y atrevidamente escribió contra el exceso de días festivos en España, contra la hipócrita devoción, los falsos milagros y las profecías supuestas, habría en otro tiempo, y no muy remoto, sufrido por cualquiera de sus muchas proposiciones todo el ceño y toda la severidad de las sentencias y de los castigos del formidable tribunal. Ahora el Consejo de Inquisición hizo justicia a la pureza del catolicismo de aquel esclarecido escritor, y le libró de las cárceles secretas. El mismo monarca de real orden impuso silencio a sus impugnadores, y mandó al Consejo no permitiera imprimir nada contra el hombre cuyos escritos le agradaban tanto. El proceso del P. Feijoo es el verdadero término que deslinda el punto en que acaba la antigua omnipotencia del poder inquisitorial en España y el principio de la libertad del pensamiento, que comienza a entrar en ejercicio, aunque todavía trabajosamente y entre oscilaciones y luchas. Fernando VI deja en esto, como en muchas otras materias, señalado y allanado el camino a Carlos III.
Modesto Lafuente
Historia General de España, Madrid 1857 

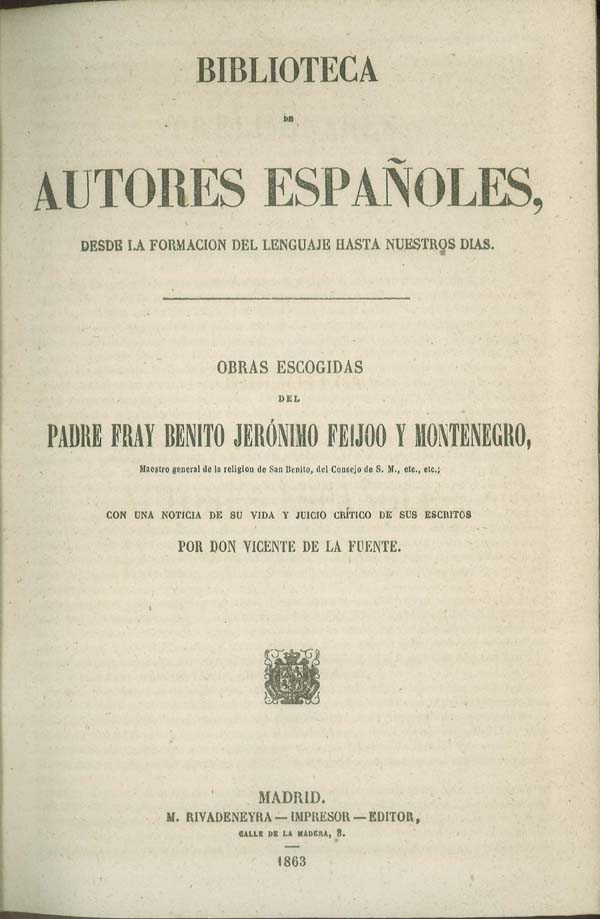
Las Obras escogidas de Feijoo editadas por Vicente de la Fuente (Rivadeneyra, 1863)

Bastante después de su muerte y hasta la primera mitad del siglo XIX el nombre de Feijoo se apaga. En el periodo 1800-1830 no se reedita ninguna de sus obras. Entre 1852 y 1859 Wenceslao Ayguals de Izco hace una edición del Teatro Crítico. En 1863 Vicente de la Fuente edita las Obras escogidas del padre fray Benito Jerónimo Feijoo y Montenegro (Manuel Rivadeneyra, impresor). Las reimpresiones de la obra y la celebración del segundo centenario del autor (1876) renuevan el interés en su obra, especialmente por parte de Emilia Pardo Bazán, Concepción Arenal y Menéndez Pelayo. 
El antes y el después en la crítica de la obra feijoniana lo marca el «Certamen literario en conmemoración del nacimiento del sabio Padre Feijoo», aparecido en el Heraldo Gallego a finales de 1875; lo gana Pardo Bazán con un estudio crítico de 160 páginas, «atrevido propósito y empresa magna».  En opinión de la escritora, 

Feijoo cautiva como escritor y asusta como sabio… Es de los escritores que hacen del lector un amigo. Al principio sorprende su ingenio, su erudición pasma, su perspicacia asusta, pero después su sinceridad enamora, su religiosidad y su elevación de miras penetran y edifican y esa es la impresión que deja en el espíritu.

Menéndez Pelayo se ocupa de Feijoo en los Heterodoxos españoles (1880-1882). Reconoce la importancia del benedictino («Antes de Feijóo, el desierto»)  pero acotando su papel renovador:

… Ni Feijóo está solo, ni los resultados de su crítica son tan hondos como suele creerse, ni estaba España cuando él apareció en el misérrimo estado de ignorancia, barbarie y fanatismo que tanto se pondera. 

Ese tono crítico de Menéndez Pelayo cambia sustancialmente en su Historia de las ideas estéticas en España (1883-1889):

… ¡Qué espíritu tan moderno y al mismo tiempo tan español era el del P. Feijóo! … Feijóo es el hombre a quien más debió la cultura española en el siglo XVIII. 

Otras voces autorizadas como Azorín y Pérez de Ayala se incorporarán más tarde. Dice Azorín:

… lo que en Feijoo domina es la inteligencia. No confundamos inteligencia con la memoria; tal confusión es corriente en la vida diaria. Se puede ser un hombre de una vastísima cultura (un formidable erudito o un maravilloso orador) y ser un hombre muy poco inteligente. La inteligencia implica originalidad; y la originalidad es rebeldía. Cuanto más inteligente sea un hombre más rebelde será, es decir, menos conformista, menos aceptador de lo ya hecho, de lo ya pensado, de lo ya sentido.

A partir del primer tercio del siglo XX destaca especialmente Gregorio Marañón con su estudio Las ideas biológicas del P. Feijoo (1934), del que hace un adelanto en su discurso de recepción en la Real Academia Española leído el 8 de abril de 1934 bajo el título Vocación, preparación y ambiente biológico y médico del P. Feijoo. Marañón abundará en multitud de artículos y conferencias en torno a la figura y obra feijonianas.
La bibliografía existente es muy extensa.

## Catálogo

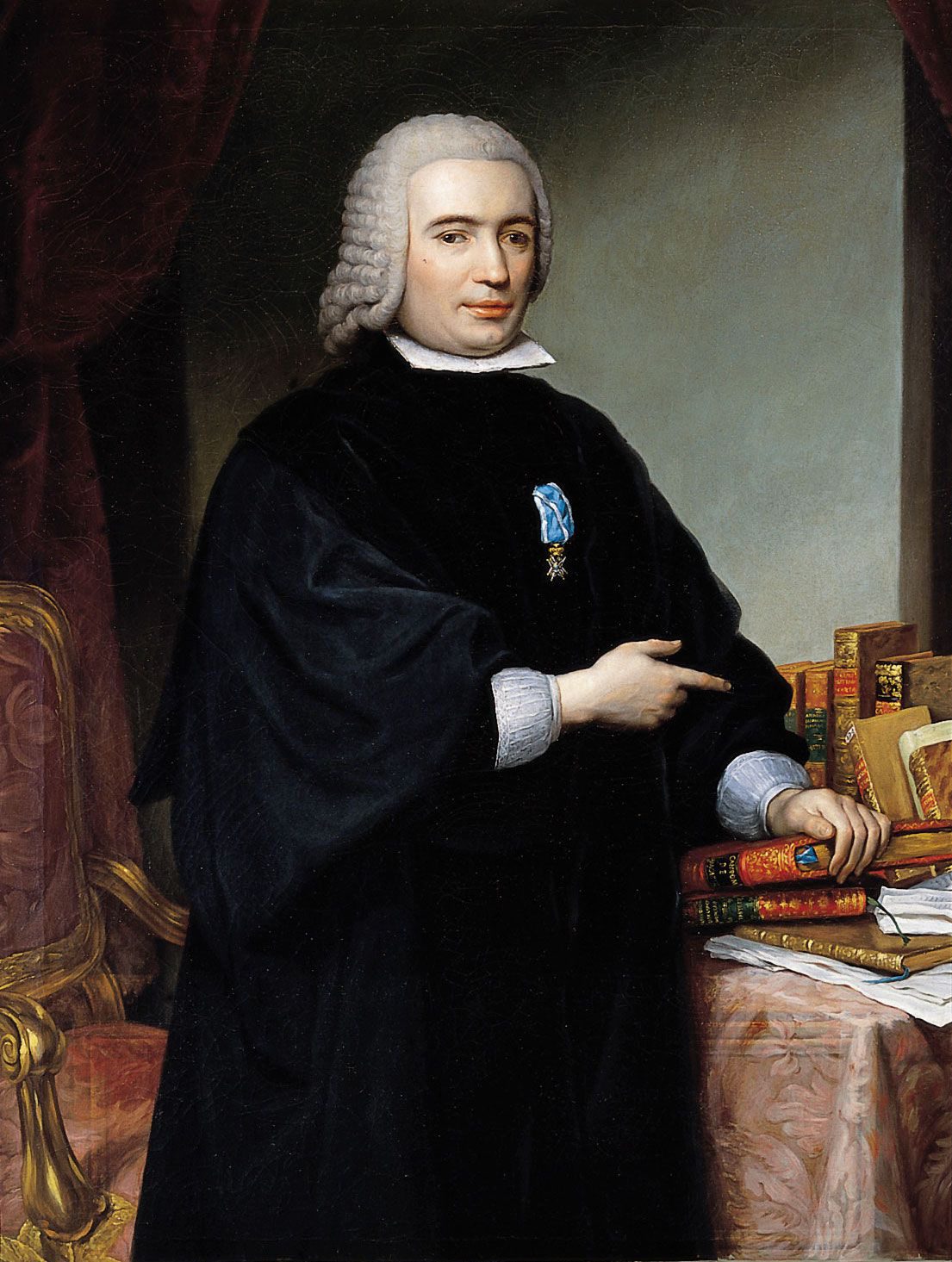
Pedro Rodríguez de Campomanes, principal biógrafo de Feijoo y promotor de la publicación de sus Obras completas en varios volúmenes a su muerte en 1765.

De las Obras completas de Feijoo contó Marcelino Menéndez Pelayo en su Historia de los heterodoxos españoles (1882) al menos quince ediciones. La edición clásica es la costeada por el ministro ilustrado Pedro Rodríguez de Campomanes en 14 volúmenes, con una "Noticia biográfica" compuesta por el propio Campomanes, según Sempere y Guarinos, en Madrid, 1765 y ss. Consta de ocho volúmenes de Teatro Crítico, cinco de Cartas Eruditas y uno de Ilustraciones Apologéticas.
- Teatro crítico universal (118/117 discursos publicados en nueve volúmenes entre 1726 y 1740, el nono, suplemento a los anteriores, fue redistribuido, desde 1765, en los lugares correspondientes de los otros ocho)
- Cartas eruditas y curiosas (163 cartas publicadas en cinco volúmenes entre 1742 y 1760)
- Apología del escepticismo médico, 1725.
- Defensa de las mujeres, 1726.
- Satisfacción al Escrupuloso, 1727.
- Respuesta al discurso fisiológico-médico, 1727.
- Ilustración apologética, 1729.
- Suplemento de el Teatro Crítico, 1740.
- Justa repulsa de inicuas acusaciones, 1749.
- Adiciones, [1783].
- Epistolario, aún sin recoger.
- Poesía,[57]